# Last Man Standing (album d'E-Type)
Pour les articles homonymes, voir Last Man Standing.
Albums de E-Type
The Explorer
(1996) Euro IV Ever
(2001)
Last Man Standing est le troisième album studio du musicien suédois E-Type, album sorti le 27 novembre 1998 via Stockholm Records.
L'album s'est classé à la première position en Suède, à la première position en Finlande et à la seconde place en Norvège. Quatre singles ont été publiés: Angels Crying et Here I Go Again en 1998 et Princess of Egypt et Hold Your Horses en 1999. En France, le single Here I Go Again a atteint la 25e position.

## Liste des titres
| No  | Titre                                      | Auteur                       | Durée |
| --- | ------------------------------------------ | ---------------------------- | ----- |
| 1.  | Ultimos Homo Statans - Last Man Standing   | E-Type                       | 0:57  |
| 2.  | Angels Crying                              | E-Type, Mud                  | 3:50  |
| 3.  | Here I Go Again                            | E-Type, Mud                  | 3:53  |
| 4.  | Princess of Egypt                          | E-Type, Mud                  | 3:39  |
| 5.  | Hold Your Horses                           | E-Type, Mud, Herbie Crichlow | 4:01  |
| 6.  | I'm Flying                                 | E-Type, Mud                  | 4:19  |
| 7.  | Morning Light                              | E-Type, Mud, Kristian Lundin | 3:33  |
| 8.  | I'll Always Be Around                      | E-Type, Andreas Carlsson     | 3:40  |
| 9.  | Walk Away                                  | E-Type, Andreas Carlsson     | 3:30  |
| 10. | I'll Find a Way                            | E-Type, Mud                  | 3:35  |
| 11. | So Far Away                                | E-Type, Mud, Rami            | 3:45  |
| 12. | Angels Country                             | E-Type, Mud                  | 4:01  |
| 13. | PoP Preludium                              | E-Type                       | 1:34  |
| 14. | Here I Go Again (extended (bonus Japon))   | E-Type, Mud                  | 7:36  |
| 15. | Angels Crying (C&N extended (bonus Japon)) | E-Type, Mud                  | 6:21  |

## Crédits
- Bo Martin Erik Eriksson - chants
- Andreas Carlsson - chœurs
- Janne Schaffer - guitare
- Mats Berntoft - guitare
- Tomas Lindberg - basse
- Robert Wirensjo - piano
- Jeanette Söderholm - chant féminin
- Nana Hedin - chœurs